# Representantes do pensamento sistêmico
Esta é uma lista de representantes famosos do pensamento sistêmico.
- Bert Hellinger
- Buckminster Fuller
- Carl Gustav Jung
- David Bohm
- Donella Meadows
- Edgar Morin
- Émile Benveniste
- Francisco Varela
- Fritjof Capra
- George Vithoulkas
- Gregory Bateson
- Humberto Maturana
- James E. Lovelock
- John Gall
- Jöel de Rosnay
- Konrad Lorenz
- Ludwig von Bertalanffy
- Lynn Margulis
- Marcelo Henrique Almeida
- Maria José Esteves de Vasconcellos
- Masaru Emoto
- Max Gerson
- Maxwell Maltz
- Niels Bohr
- Niklas Luhmann
- Paul Watzlawick
- Peter Checkland
- Peter Senge
- Stanislav Grof
- Steve Johnson
- Steven Strogatz